# La vita segreta di Gesù. I vangeli apocrifi spiegati da Vito Mancuso
La vita segreta di Gesù è un saggio a tema teologico scritto da Vito Mancuso.

## Descrizione
Presenta una scelta di vangeli apocrifi fatta da Vito Mancuso che continua l'attività di rivalutazione e ringiovanimento del cristianesimo nella convinzione che si debbano porre le basi per una conoscenza di Gesù più vicina alla realtà. In questa ottica, dice il teologo nell'introduzione, era necessaria la rivalutazione di una letteratura poco considerata dalla Chiesa e dalla teologia ufficiale, anche se la tradizione ha fatto suoi molti dati che si trovano solo negli apocrifi come la presenza del bue e dell'asino nella grotta della natività, il numero e i nomi dei re magi ed altro. È necessaria la rivalutazione di queste fonti parzialmente attendibili anche perché vi sono elementi "che meritano la più attenta considerazione" per la loro antichità..
Il teologo, dopo aver fornito i dati essenziali su questi libri ne indica la tipologia, l'origine e le ragioni che sono alla base del loro sorgere: le tradizioni orali o scritte, la curiosità popolare di conoscere particolari su momenti salienti della vita di Gesù, quella intellettuale di conoscere la dottrina segreta e definitiva che Gesù avrebbe insegnato ai discepoli nei quaranta giorni dopo la resurrezione.
La selezione proposta tocca i momenti principali della vita di Gesù: infanzia, vita pubblica, passione e risurrezione, cui si aggiungono due testi sugli eventi successivi alla resurrezione.
Sull'Infanzia c'è il Protovangelo di Giacomo detto anche Natività di Maria, che racconta la nascita di Maria a partire dai genitori di cui dà i nomi, e quella di Gesù, insiste sulla verginità di Maria prima, durante e dopo il parto testimoniata dalla levatrice che l'aveva assistita, spiega che i fratelli di Gesù, di cui parla Marco, sono i figli di un precedente matrimonio di Giuseppe; il Vangelo dello Pseudo-Matteo che narra la nascita di Maria, la sua presentazione al tempio, l'annunciazione, la fuga e permanenza in Egitto, i miracoli di Gesù fanciullo; il Vangelo arabo dell'infanzia che parla del ruolo di Maria nelle guarigioni prodigiose di Gesù; la Storia di Giuseppe, il falegname che racconta la vita di Giuseppe narrata dallo stesso Gesù a partire dal suo primo matrimonio, alla fuga in Egitto fino al ritorno a Nazareth, alla sua morte e sepoltura.
La sezione Vita pubblica è costituita dagli Agrapha, i detti di Gesù che non si trovano all'interno dei vangeli canonici.
La Passione è trattata dal Vangelo di Pietro, il più antico racconto e dal Vangelo di Nicodemo con la prima parte, gli Atti di Pilato, che tentano di scagionare Pilato dalla responsabilità dell'uccisione di Gesù.
L'argomento Resurrezione è trattato dalla Discesa di Cristo agli Inferi, che fa parte del Vangelo di Nicodemo, secondo cui Gesù, condotto agli Inferi come un uomo qualsiasi, ne esce vittorioso, portando con sé i giusti, morti prima della redenzione; dal Libro della risurrezione di Cristo dell'apostolo Bartolomeo, che si occupa di rivelazioni e insegnamenti escatologici, con scene dell'oltretomba, le apparizioni e le promesse a Maria che annunzia agli apostoli la resurrezione, fino all'ascensione finale e dal Vangelo di Gamaliele, che descrive gli eventi della domenica di Pasqua e presenta il ruolo centrale di Maria che fu la prima ad avere l'annuncio della resurrezione.
Gli Eventi successivi riguardano La vendetta del Salvatore che parla della distruzione di Gerusalemme a opera di Tito, figlio dell'imperatore Vespasiano; La dormizione della Santa Madre di Dio detta anche Libro di San Giovanni il teologo, che è dedicato all'assunzione in cielo della madre di Gesù.
Ogni testo è accompagnato da elementi critici e vari dati essenziali tra cui quelli della pseudoepigrafia, la finzione letteraria che attribuisce l'opera a un celebre personaggio della storia evangelica per conferirle maggiore autorevolezza e che è un elemento comune a tutti gli apocrifi.